# Vela ai Giochi della IX Olimpiade
Le competizioni di vela ai Giochi della IX Olimpiade si sono svolte dal 2 al 9 agosto 1928 presso il Bacino dello Zuiderzee.

## Podi
| Evento                     | Oro | Argento | Bronzo                                                                                        |
| Dinghy 12 piedi (dettagli) | Sven Thorell                                                                                           | Henrik Robert | Bertel Broman                                                                                 |
| 6 metri (dettagli)         | Norvegia Erik Anker Haakon Bryhn Principe Olav Johan Anker                                             | Danimarca Aage Høy-Petersen Vilhelm Vett Niels Otto Møller Peter Schlütter                                                 | Estonia Andreas Faehlmann Eberhard Vogdt Georg Faehlmann Nikolai Vekšin William von Wirén     |
| 8 metri (dettagli)         | Francia Virginie Hériot André Derrien André Lesauvage Carl de la Sablière Donatien Bouché Jean Lesieur | Paesi Bassi Cornelis van Staveren Gerard Vries Lentsch Henk Kersken Johannes van Hoolwerff Lambertus Doedes Maarten de Wit | Svezia Carl Sandblom Clarence Hammar John Sandblom Philip Sandblom Tore Holm Wilhelm Törsleff |

## Medagliere
| Posizione | Paese       | Oro | Argento | Bronzo | Totale |
| --------- | ----------- | --- | ------- | ------ | ------ |
| 1         | Norvegia    | 1   | 1       | 0      | 2      |
| 2         | Svezia      | 1   | 0       | 1      | 2      |
| 3         | Francia     | 1   | 0       | 0      | 2      |
| 4         | Danimarca   | 0   | 1       | 0      | 2      |
| 4         | Paesi Bassi | 0   | 1       | 0      | 1      |
| 6         | Estonia     | 0   | 0       | 1      | 1      |
| 6         | Finlandia   | 0   | 0       | 1      | 1      |
| Totale    | Totale      | 3   | 3       | 3      | 9      |